# Fyllingen Fotball
El Fyllingen Fotball fue un equipo de fútbol noruego que alguna vez jugó en la Tippeligaen, la liga de fútbol más importante del país.

## Historia
Fue fundado en el año 1946 en el distrito de Fyllingsdalen de la ciudad de Bergen, como una sección independiente del Fyllingen IL, sección reconocida en 1990 y utilizaba el logo del Fyllingen IL.
Nunca fue campeón de la Tippeligaen ni ganó algún título relevante en su historia y fue finalista del torneo de Copa en una ocasión, siendo derrotado por el Rosenborg BK. 
A nivel internacional participó en un torneo continental, en la Recopa de Europa 1991-92, en la que fue eliminado en la Primera Ronda por el Atlético Madrid de España.
En el año 2011, el primer equipo se fusionó con el Løv-Ham por el apoyo y el poder financiero, donde las negociaciones para la alianza se dieron desde el 2007 para el equipo que jugaría en la Adeccoligaen y ambos equipos dejaron de existir al nacer el Løv-Ham.

## Palmarés
- Copa de Noruega: 0
  - Finalista: 1

1991

## Participación en competiciones de la UEFA
- Recopa de Europa de Fútbol: 1 aparición

1992 - Primera Ronda

### Récord Europeo
| Temporada | Torneo                | Ronda | País   | Club            | Casa | Visita | Global |
| --------- | --------------------- | ----- | ------ | --------------- | ---- | ------ | ------ |
| 1991/92   | UEFA Cup Winners' Cup | 1     | España | Atlético Madrid | 0–1  | 2–7    | 2–8    |